# Prionops caniceps
Prionops caniceps е вид птица от семейство Prionopidae.

## Разпространение
Видът е разпространен в Ангола, Бенин, Габон, Гана, Гвинея, Екваториална Гвинея, Камерун, Демократична република Конго, Република Конго, Кот д'Ивоар, Либерия, Мали, Нигерия, Сиера Леоне, Того, Уганда и Централноафриканската република.